# Rio Carpenul (Teleajen)
O Rio Carpenul (Teleajen) é um rio da Romênia, afluente do Teleajen, localizado no distrito de Prahova.